# Nomi, Trento
Nomi är en ort och kommun i provinsen Trento i regionen Trentino-Sydtyrolen i Italien. Kommunen hade 1 350 invånare (2018).